# リチャード・ユリシック
リチャード・ユリシック（Richard Yuricich, 1942年12月 - ）は、クロアチア系アメリカ人の特殊効果アーティストである。アカデミー視覚効果賞に3度ノミネートされた。兄のマシュー・ユリシックも同じく特殊効果アーティストである。

## 主なフィルモグラフィ
- 2001年宇宙の旅 2001: A Space Odyssey (1968)
- 未知との遭遇 Close Encounters of the Third Kind (1977)
- スタートレック Star Trek: The Motion Picture (1979)
- ブレードランナー Blade Runner (1982)
- ビルとテッドの地獄旅行 Bill & Ted's Bogus Journey (1991)
- ミッション:インポッシブル2 Mission: Impossible 2 (2000)
- ザ・ウォーカー The Book of Eli (2010)
- フライト・ゲーム Non-Stop (2014)

## 受賞とノミネート
| 賞           | 年   | 部門       | 作品名           | 結果       |
| ------------ | ---- | ---------- | ---------------- | ---------- |
| アカデミー賞 | 1977 | 視覚効果賞 | 未知との遭遇     | ノミネート |
| アカデミー賞 | 1979 | 視覚効果賞 | スタートレック   | ノミネート |
| アカデミー賞 | 1982 | 視覚効果賞 | ブレードランナー | ノミネート |